# Gastrotheca aureomaculata
Gastrotheca aureomaculata és una espècie de granota de la família del hemipràctids. Va ser descrit com a per Doris M. Cochran i Coleman J. Goin el 1970.
Era una espècie comuna, però la població minva per l'ocàs de la qualitat de l'hàbitat. No s'ha enregistrat almenys des dels anys 60 Viu al bosc nebulós als vessants orientals de la Serralada Central al centre-sud de Colòmbia (departaments de Cauca i Huila), a 2000-2600 m d'altitud.
Les amenaçes importants per a aquesta espècie són la destrucció de l'hàbitat per a l'extracció de fusta i l'agricultura, inclòs el cultiu de cultius il·legals i la contaminació de l'aigua.